# سعود الحريجي
سعود نشمي عواد معلج الحريجي، من مواليد عام 1962، نائب سابق في مجلس الأمة الكويتي 2013.

## نبذة مختصرة
وُلد سعود الحريجي في الكويت، وهو من مواليد عام 1962، وحاصل على شهادة جامعية ويشغل منصب مدير مُساعد في إدارة الدراسات الإسلامية وهو عضو في اتحاد الحرفيين، شارك لأول مرة في انتخابات مجلس الأمة الكويتي ديسمبر 2012 وفاز بالعضوية في مجلس الأمة المُبطل بحكم المحكمة الدستورية، ثم شارك في انتخابات مجلس الأمة الكويتي 2013 وحصل علي المركز الثالث بعدد أصوات 2,459 وفاز بالانتخابات.

## مواقفه في مجلس الأمة

### مجلس الأمة ديسمبر 2012
| التصويت على مرسوم الصوت الواحد          | موافق |
| تأجيل استجواب أحمد الحمود               | موافق |
| منع المسيئين من الترشح في الانتخابات    | موافق |
| تأجيل استجواب الأذينة                   | موافق |
| تأجيل استجواب الشمالي                   | ممتنع |
| تأجيل استجواب هاني حسين                 | موافق |
| قانون مُكافحة الإرهاب وغسل الأموال       | موافق |
| المداولة الأولى لإسقاط الفوائد          | موافق |
| إحالة استجواب أحمد الحمود إلى التشريعية | موافق |

### مجلس الأمة 2013
| الكتل                                    | اسلامي - قبلي - مستقل |
| اللجان                                   | إسلاميون              |
| طرح الثقة بالوزير محمد العبد الله الصباح | مع الوزير             |
| تحويل جلسة الشريط إلى سرية               | موافق                 |
| شطب استجواب جابر المبارك                 | موافق                 |
| قانون الشراكة بين القطاعين العام والخاص  | غير موافق             |
| قانون الجرائم الالكترونية                | موافق                 |
| قانون البصمة الوراثية                    | غير موجود             |
| منع المسيئين من الترشح                   | موافق                 |